# Aldemar Reyes Ortega
Aldemar Reyes Ortega   (Ramiriquí, 22 d'abril de 1995) és un ciclista colombià, professional des del 2016. Actualment corre a l'equip Medellín.

## Palmarès
- 2020
  - 1r a la Volta al Tolima i vencedor d'una etapa
- 2021
  - Vencedor d'una etapa de la Volta a Colòmbia
  - Vencedor de 2 etapes al Clásico RCN
  - Vencedor d'una etapa de la Clásica Nacional Marco Fidel Suárez
  - Vencedor d'una etapa de la Clásica de Marinilla
  - Vencedor d'una etapa de la Vuelta a Boyacá
- 2022
  - 1r en la cursa en línia als Jocs Bolivarians
  - Vencedor d'una etapa de la Volta a Colòmbia

### Resultats a la Volta a Espanya
- 2017. 45è de la classificació general